# Consonne affriquée vélaire voisée
La consonne affriquée vélaire voisée est un son consonantique rare, présent dans quelques langues. Son symbole dans l'alphabet phonétique international est [ɡ͡ɣ].

## Symboles de l'API
Son symbole complet dans l'alphabet phonétique international est ɡ͡ɣ, représentant un Ɡ minuscule dans l'alphabet latin, suivi d'un Ɣ minuscule, reliés par un tirant. Le tirant est souvent omis quand cela ne crée pas d'ambiguïté. Une alternative est de mettre le Ɣ en exposant, pour indiquer le relâchement fricatif de l'affriquée.
| ɡ͡ɣ               | ɡɣ                            | ɡˠ                   |
| Symbole complet. | Forme simplifiée sans tirant. | Forme avec exposant. |

## En français
Le français ne possède pas le [ɡ͡ɣ].